# دشت مورت عليا (مقاطعة دالاهو)
دشت مورت عليا (بالفارسية: دشت مورت علیا) هي قرية تقع في كرمانشاه في إيران. يقدر عدد سكانها بـ 51 نسمة بحسب إحصاء 2016.